# 卢伊诺
卢伊诺（義大利語：Luino），是意大利瓦雷泽省的一个市镇。总面积20.95平方公里，人口14294人，人口密度682.3人/平方公里（2009年）。国家统计（ISTAT）代码为012092。

## 友好城市
- 法國滨海萨纳里 2001年